# NGC 6135
NGC 6135 ist eine 14,2 mag helle Galaxie vom Hubble-Typ S? im Sternbild Drache am Nordsternhimmel. Sie ist schätzungsweise 171 Millionen Lichtjahre von der Milchstraße entfernt und hat einen Durchmesser von etwa 45.000 Lj.
Im selben Himmelsareal befinden sich u. a. die Galaxien IC 1212 und IC 1214.
Das Objekt wurde am 9. Juli 1886 von Lewis A. Swift entdeckt.